# Дільниця VIII Дембники (Краків)
Дільниця VIII Дембники (пол. Dzielnica VIII Dębniki) – дільниця, допоміжна одиниця гміни Кракова. До 1990 року входило до складу дільниці Подгуже. Завдяки відносно великій кількості вільної землі під забудову дільниця VIII є частиною Кракова, що швидко розвивається. Особливо це стосується території масива Ручай, розташованого між вулицями Кобержинської та вулицями Грота-Ровецького та Бобжинського, де наприкінці XX століття і в XXI столітті побудовано нові житлові масиви. Крім Ручаю, нові масиви будуються в Пиховіце, Закжувку та житловому масиві Кліни-Заціше. На терені цієї дільниці знаходиться III кампус Ягеллонського університету, особлива економічна зона Краківського технологічного парку та комплекс шкіл зв'язку. 

## Садиба уряду
вулиця Праска 52, 30-322 Краків

## Демографія
| рік      | Як на кінець року | Коментарі                     |
| -------- | ----------------- | ----------------------------- |
| 2004 рік | 49,449            |                               |
| 2005 рік | ▲ 50,469          |                               |
| 2006 рік | ▲ 51 630          |                               |
| 2007 рік | ▲ 53,391          |                               |
| 2008 рік | n/a               |                               |
| 2009 рік | ▲ 56,583          |                               |
| 2010 рік | n/a               |                               |
| 2011 рік | ▲ 57350           |                               |
| 2012 рік | ▲ 58,867          | станом на 21 лютого 2012 року |
| 2013 рік | ▲ 59,227          | станом на 14 травня 2013 року |
| 2013 рік | ▲ 59 770          |                               |
| 2014 рік | ▲ 59,395          |                               |
| 2015 рік | ▲ 60,073          |                               |
| 2016 рік | ▲ 60 495          |                               |
| 2018 рік | ▲ 60 944          | станом на 6 січня 2018 року   |
| 2018 рік | ▲ 61,637          |                               |
| 2019 рік | ▲ 62,615          |                               |
| 2020 рік | ▲ 63,309          |                               |
| 2021 рік | ▲ 64,156          |                               |
| 2022 рік | ▲ 64,731          |                               |

## Житлові масиви та звичайні міські одиниці
Сучасна дільниця Дембники складається з низки історичних гмін і сіл, які були включені до Кракова, а також житлових масивів, які були побудовані пізніше.

### Історичні села та селища
- 1910 – Великий Краків
  - Дембники (в т.ч. с. Рибаки )
  - Закжувек (села Закжувек і Капеланка)
  - Людвінув (Ludwinów)
- 1941 рік
  - Бодзув
  - Кобержин
  - Костже
  - Пиховіце (Pychowice)
  - Скотники
- 1973 рік
  - Тинець
  - Тинецьке коло
  - Подгурки Тинецькі
  - Сідзіна

### Житлові комплекси
- до 1945 року
  - Масив Роботнічі
  - Масив Легіонови (Osiedle Legionowe)
- 1945–1989 рр
  - Житловий масив Подвавельські
  - Житловий масив Ручай-Заборже
- після 1989 року
  - ЖК Європейський (Osiedle Europejskie)
  - ЖК Інтербуд (Osiedle Interbud)
  - Житловий масив Зелена Галіція
  - Панорама ЖК (Osiedle Panorama)
  - Кліни Заціше
  - Мохнанець

## Межі району
- З півдня від перетину західної межі території детального планування «Опатковіце» з межею м. Кракова проходить на захід вздовж міської межі і в гирлі річки Скавінка у річку Вісла - продовжується на північ посередині річки Вісла (в районі "Коло Тинецьке" межа міста Кракова повертає на захід - перехрестя дільниць 1 та 22),
- межує з дільницею VII на ділянці - від перетину р. Вісла з межею м. Кракова в районі «Коло Тинецьке», проходить на схід посередині річки Вісли до перехрестя продовження Ал. Красінського з річкою Вісла (Дембніцкий міст),
- межує з дільницею I на ділянці - від Дембніцкого мосту, посередині р. Вісли на схід до гирла р. Вільга,
- межує з дільницею XIII на ділянці - від перетину р. Вільга з р. Вісла на південь, вздовж західного берега р. Вільга до вул. Брожка,
- межує з дільницею IX на ділянці - від перехрестя р. Вільга з вул. Брожка на південь вздовж західного берега р. Вільги до перехрестя з дорогою № 288/17, потім південною стороною цієї дороги на захід до перехрестя з вул. Ліпіньського, потім на південь по східній стороні вул. Ліпіньського (тільки квартали 3, 3A, 5, 5A, 7, 9) та західної сторони вул. Ліпіньського, далі по східній стороні вул. Туроня до перехрестя з вул. Ручай, далі на південь вздовж східної сторони вул. Туроня, далі по південній стороні вул. Підгалянської до перехрестя з вул.Обозова, далі на південь зі східного боку вул. Обозова до перехрестя з вул. Живецької і далі по східній стороні вул. Живецька до перехрестя з вул. Завіла,
- Межує з дільницею Х на ділянці – від перехрестя вул. Живецька від вул. Завіла в напрямку на південний захід, з північного боку вул. Завіла до перехрестя з вул. Борковська (далі на південь, по межі XXV та XXVI кадастрових зон), - нижче опис згідно з діючими кадастровими картами: від перехрестя вул. Завіла від вул. Борковська на південь, західний бік ділянок №: (на ділянці 69) 282,187 до ґрунтової дороги № 276, далі по західній стороні ґрунтової дороги у південно-західному напрямку до канави № 281, далі в с. середини рову до перетину з залізничною трасою No 170 (межа між кв. No 69 і 70), далі на південь, по східній стороні залізничної траси (межа між кв. No 70 і 69) до примикання вул. межі між округами № 70, 69 та 86, далі на південь, по східній стороні ґрунтової дороги № 178 до південного кінця ділянки № 111/8 в межах № 70, повертає на захід і межа між дільницями № 70 і 86 до стику з дільницею № 83, далі звивиста межа на південь (межа між дільницями 83 і 86) і західною стороною ґрунтова дорога № 318 виходить на залізничну трасу Краків-Скавіна, далі на захід по північній стороні залізничної колії Краків-Скавіна до перехрестя з вул. Соловки, далі на південь по західній стороні вул. Солики до перехрестя з вул. Петражицкого, далі на схід вздовж північного боку вул. Петражицкого на протяжності приблизно 200 м і далі на південь до межі м. Кракова вздовж західної межі території детального планування «Опатковіце».

Деякі території району входять до Білянсько-Тинецького ландшафтного парку .